# Uralisches Phonetisches Alphabet
Das Uralische Phonetische Alphabet (UPA, englisch Uralic Phonetic Alphabet, finnisch Suomalais-ugrilainen tarkekirjoitus), früher auch Finnougrisches phonetisches Alphabet (FUPA), ist eine Erweiterung des lateinischen Alphabets zur phonetischen Transkription gesprochener Sprachen, das auf einem 1901 von dem finnischen Linguisten Eemil Nestor Setälä veröffentlichten Vorschlag beruht. Es wird in Arbeiten des beginnenden 20. Jahrhunderts (vor der allgemeinen Verbreitung des IPA), aber in der Tradition dieser Arbeiten auch heute noch in der Uralistik verwendet. Anders als das IPA ist es nicht standardisiert, sodass sich bei einzelnen Autoren Varianten oder zusätzliche Buchstaben finden können.
Das Alphabet verwendet neben den Buchstaben des lateinischen Alphabets auch griechische und kyrillische Buchstaben sowie hochgestellte Buchstaben in eigener Bedeutung. Weitere Zeichen sind überwiegend dadurch gebildet, dass vorhandene Lettern des Bleisatzes um 90° oder 180° gedreht angewendet werden, oder dass sie teilweise abgeschliffen werden, sodass im Druck nur ein Teil des ursprünglichen Buchstabens erscheint. Dadurch konnte ein großer Zeichenvorrat ohne die Gestaltung spezieller (und damit teurer) Bleisatz-Schriftsätze erreicht werden.
Im Jahr 2002 wurden die für UPA und seine Varianten benötigten Zeichen in Unicode aufgenommen. Sie finden sich überwiegend im Block Phonetische Erweiterungen.